# تسلیه
تسلیه (به اسلوونیایی: Mestna občina Celje) یک شهر در اسلوونی با جمعیت ۵۰٬۰۳۹ نفر است که در City Municipality of Celje واقع شده‌است.

## نگارخانه

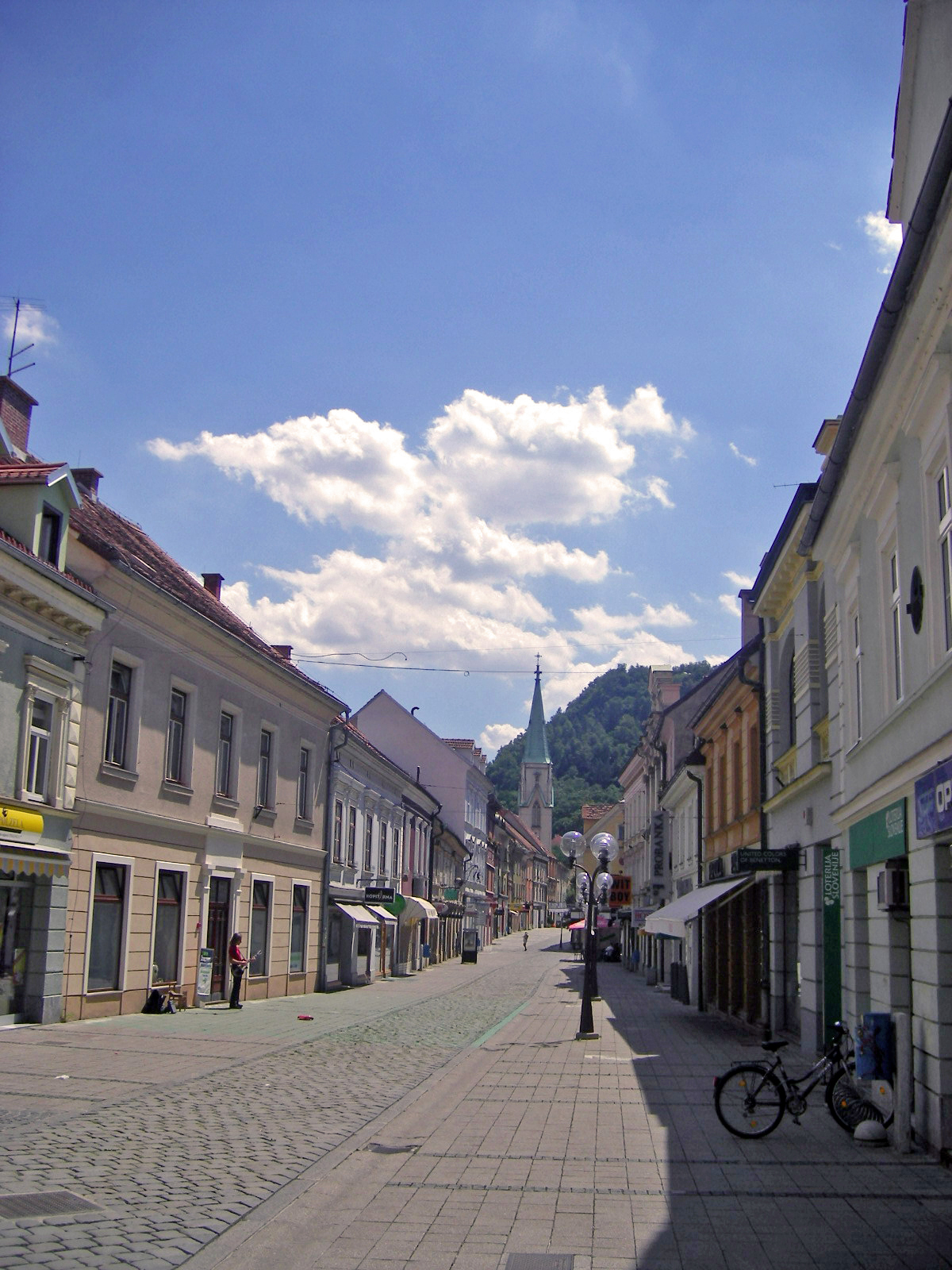
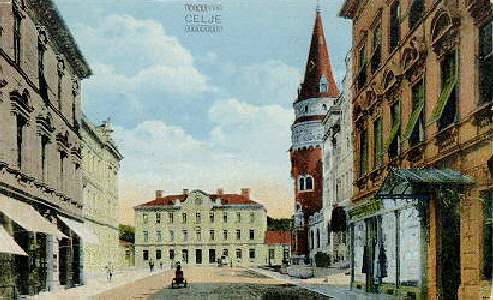
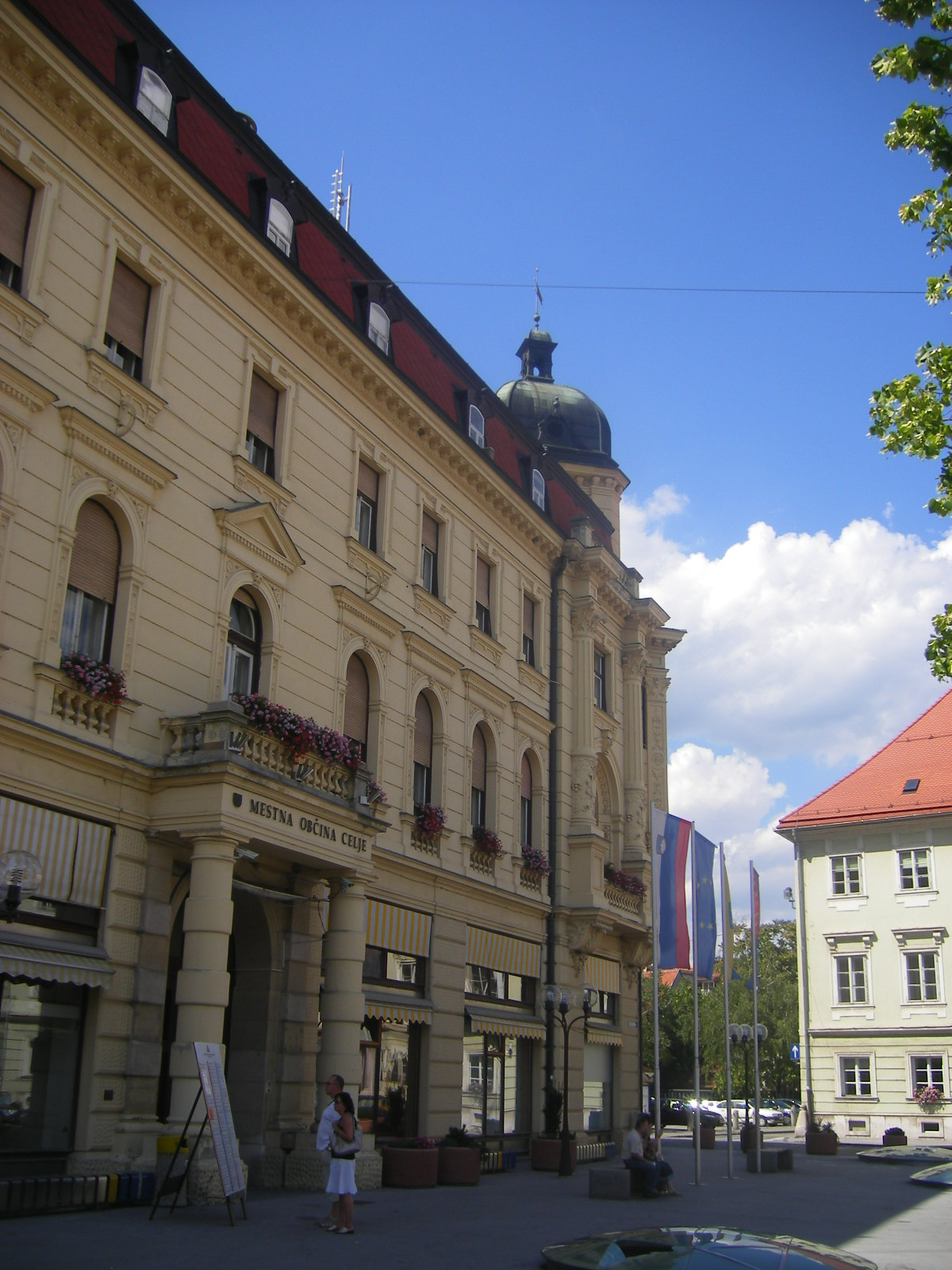
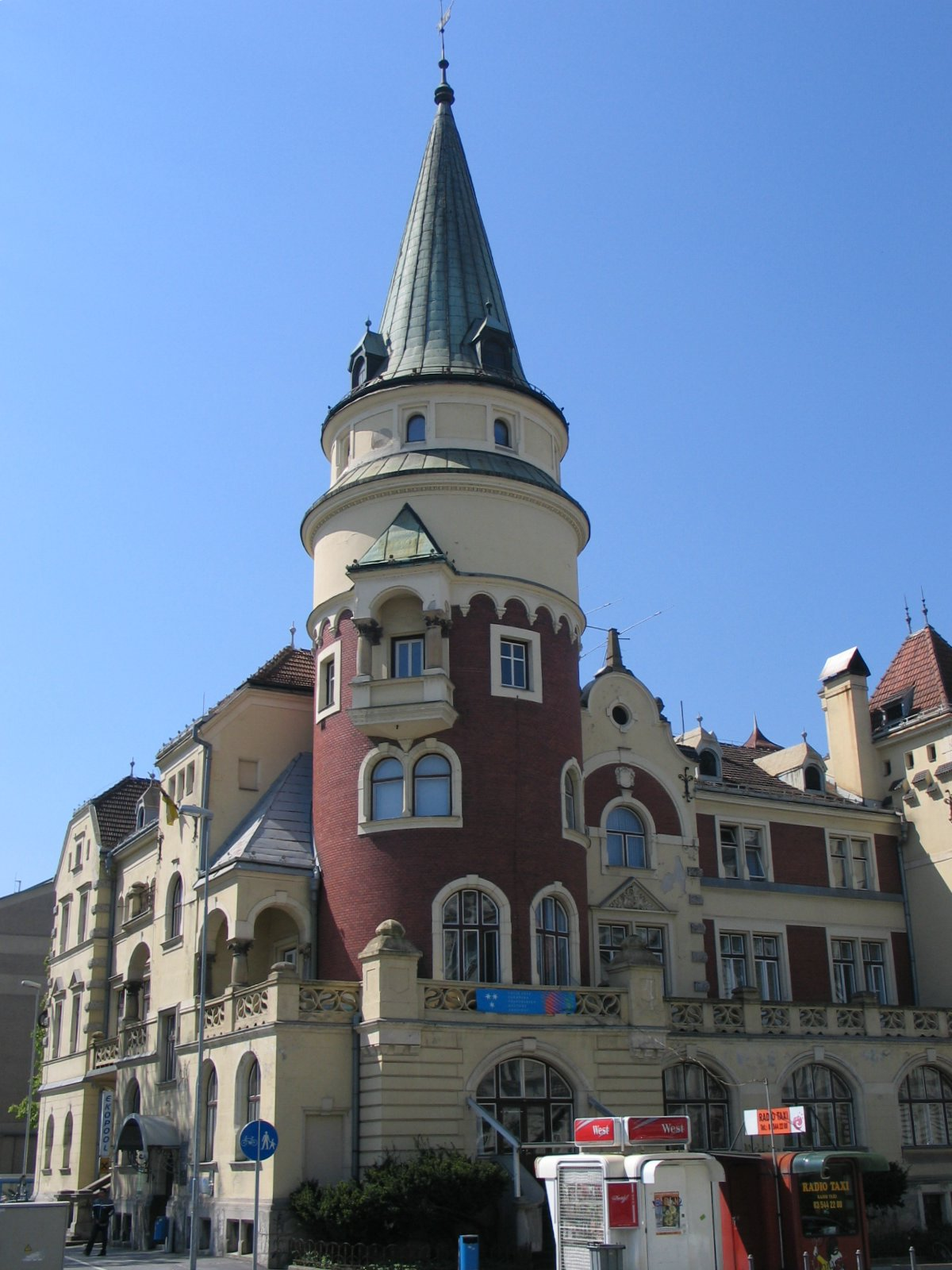
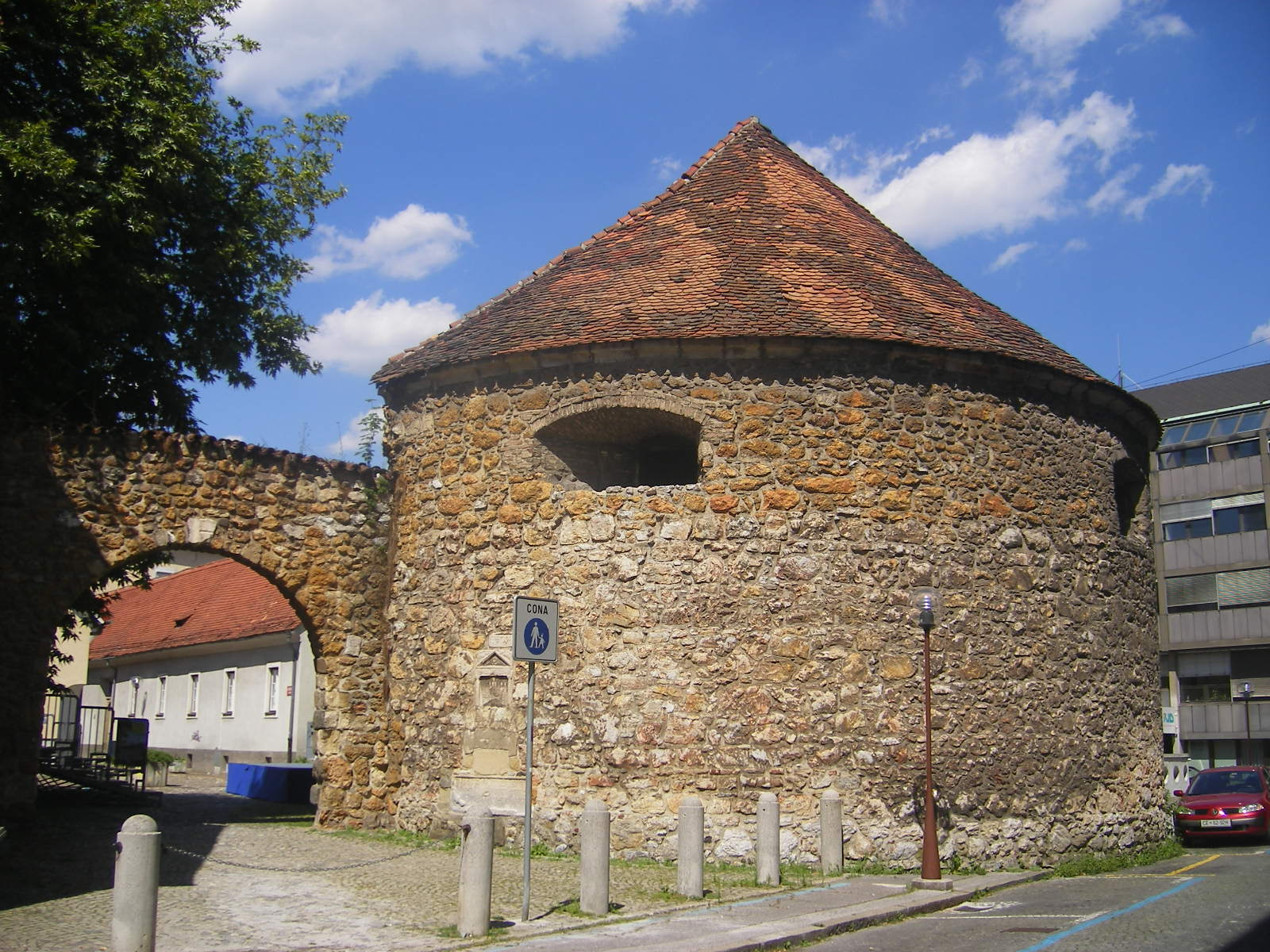
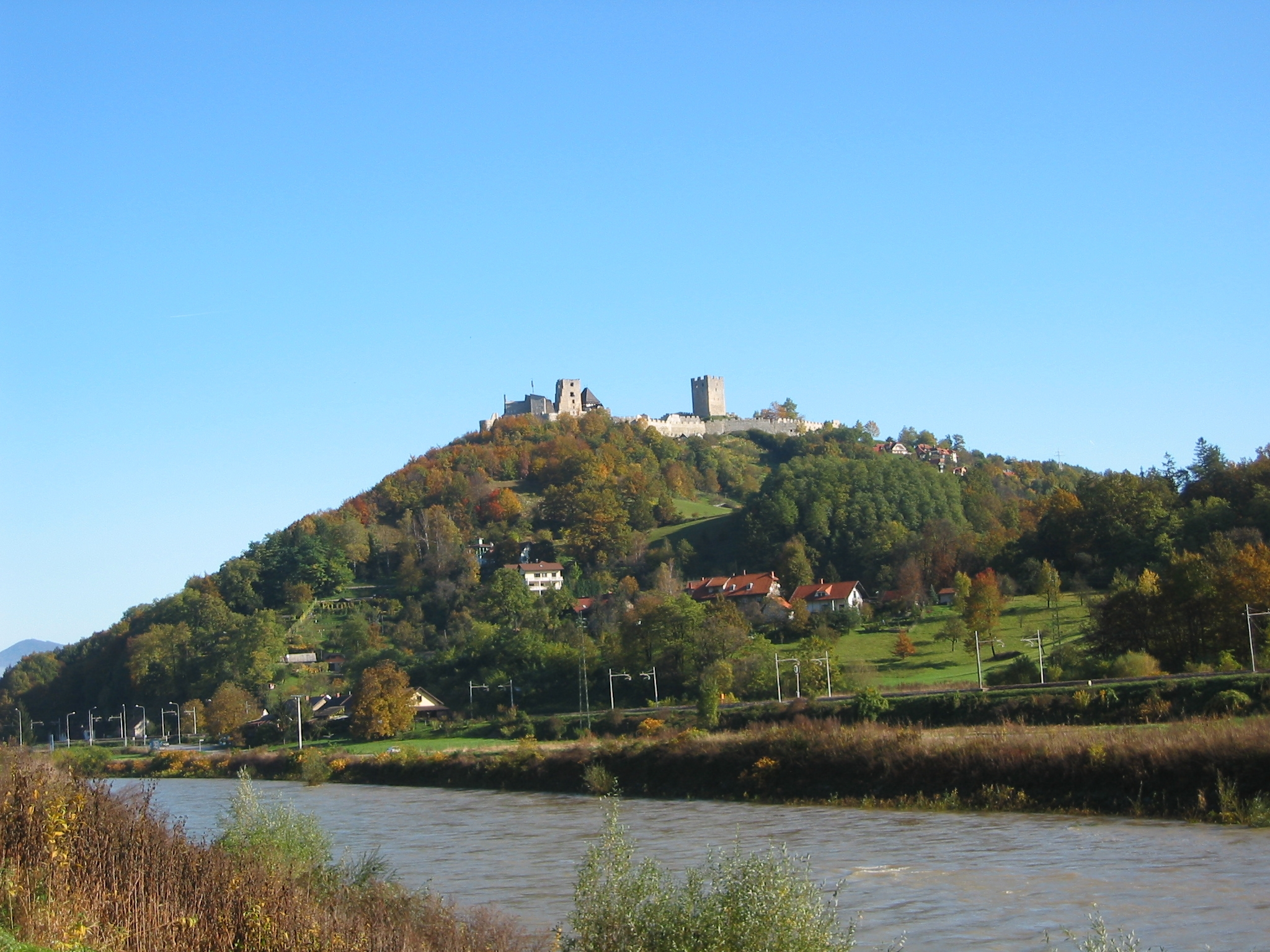
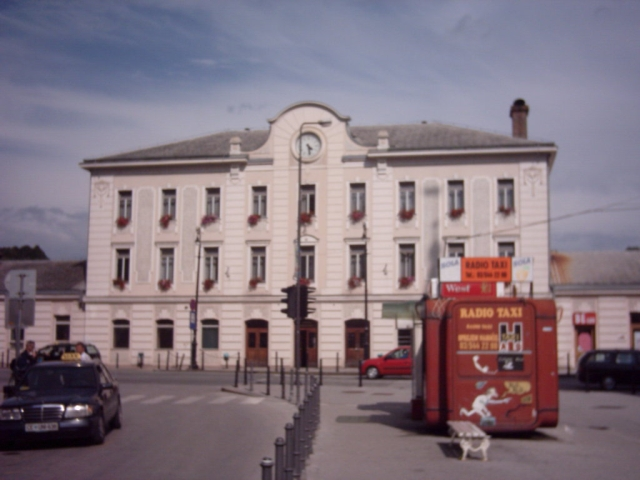